# Oswald Külpe
Oswald Külpe (ur. 3 sierpnia 1862 w Kandavie, zm. 30 grudnia 1915 w Monachium) – niemiecki psycholog i filozof.

## Życiorys
W 1881 rozpoczął studia na Uniwersytecie w Lipsku, studiował historię, filozofię, gdzie spotkał Wilhelma Wundta i wkrótce został jego asystentem. 12 października 1887 uzyskał tytuł doktora za pracę zatytułowaną "Zur Theorie der sinnlichen Gefühle" (O teorii uczuć zmysłowych). Od 1894 profesor Uniwersytetu w Würzburgu, od 1909 w Bonn, a od 1913 w Monachium. Przez pewien czas pozostawał pod dużym wpływem swego mistrza, lecz później doszedł do odmiennych przekonań. Uczniem Külpego był, między innymi, Ernst Bloch.

## Wybrane publikacje
- Grundriss der Psychologie (1893)
- Die Realisierung (3 Bde., 1912-23)
- Einleitung in die Philosophie (9. verb. Aufl. 1919 / 12. verb. Aufl. 1928 hrsg. v. August Messer)